# Timebelle
Timebelle ist eine Schweizer Latin-Pop Band bestehend aus Emanuel Daniel Andriescu, Miruna Manescu und Ariel Facundo Rossi. Die Band vertrat 2017 die Schweiz am Eurovision Song Contest in Kiew mit dem Song Apollo und erreichte das Halbfinale.

## Bandgeschichte
Ursprünglich war die Gruppe eine reine Boyband, bestehend aus Schweizern unterschiedlichster Herkunft. Christoph Siegrist ist ein in Manchester geborener Romand, Rade Mijatović stammt aus Serbien, Emanuel Daniel Andriescu aus Rumänien, Samuel Forster ist in Stuttgart geboren und Sándor Törok stammt aus der ungarischen Minderheit in Rumänien. Ihrer gemeinsamen Liebe zu Bern gaben sie Ausdruck im Bandnamen, Timebelle, bezieht sich auf das Berner Wahrzeichen Zytglogge.
Später vermittelte der rumänische Produzent Mihai Alexandru Miruna Manescu an die fünf, sodass die Band zwischenzeitlich ein Sextett bildete.
2015 versuchte sich die Band mit Singing about Love beim schweizerischen Vorentscheid zum Eurovision Song Contest Die grosse Entscheidungsshow 2015, scheiterte mit dem Belegen des zweiten Platzes allerdings knapp.
Für den Eurovision Song Contest 2017 nahmen sie erneut am Schweizer Vorentscheid teil und gewannen mit Apollo, sodass sie die Schweiz beim Eurovision Song Contest 2017 in Kiew vertreten durften. Nach der Teilnahme im zweiten Halbfinale konnten sie sich allerdings nicht für das Finale qualifizieren.

## Diskografie

### EPs
- 2015: Desperado

### Singles
- 2015: Singing About Love
- 2015: Desperado
- 2015: Are You Ready?
- 2017: Apollo
- 2017: Come Around
- 2018: Tocame
- 2018: Heartache
- 2019: Movin On
- 2019: Black Sea
- 2020: Beautiful People
- 2020: Rapido
- 2021: Dopamina
- 2021: About Us
- 2021: No Se Puede
- 2021: Barba